# ابوعلی (کازرون)
https://www.canva.com/design/DAGEQoB6pdM/sp9MPoM_wBrLEhjKAK7Htg/edit?utm_content=DAGEQoB6pdM&utm_campaign=designshare&utm_medium=link2&utm_source=sharebutton
ابوعلی کازرون (بولین)، روستایی از توابع بخش مرکزی شهرستان کازرون در استان فارس ایران است که دهستان آن بلیان و یکی از روستاهای قراء خمسه (روستاهای پنج گانه) که شامل مشتان ،مهرنجان،بلیان،ابوعلی،سیف آباد می باشد که در سرشماری جدید دارای جمعیت ۳۵۰۰ نفری می باشد که دارای گویشی لری و شغل اکثریت مردم کشاورزی(گندم، گوجه ، هندوانه، ملون) ،  و دامداری می‌باشد ، مردم این روستا لر زبان و از طایفه لر بُناری می باشند و اصالت آنها به بویراحمد گرمسیری برمیگردد. و سالها قبل تحت تاثیر جنگ و درگیری های قومی و طایفه ای از گچساران و بهبهان کنونی به منطقه کازرون نقل مکان کرده اند. 
اکثر فامیلهای این روستا؛ محمدی،مسیحی، رنجبر ،احمدی،شجاعی،دهقان،فرهادر،کرمی،جعغری. اسماعیلی و والی می‌باشد.

## جمعیت
این روستا در دهستان بلیان قرار دارد و براساس سرشماری مرکز آمار ایران در سال ۱۳۸۵، جمعیت آن ۱٬۶۲۷ نفر (۲۹۹خانوار) بوده‌است.